# Open Top Buss

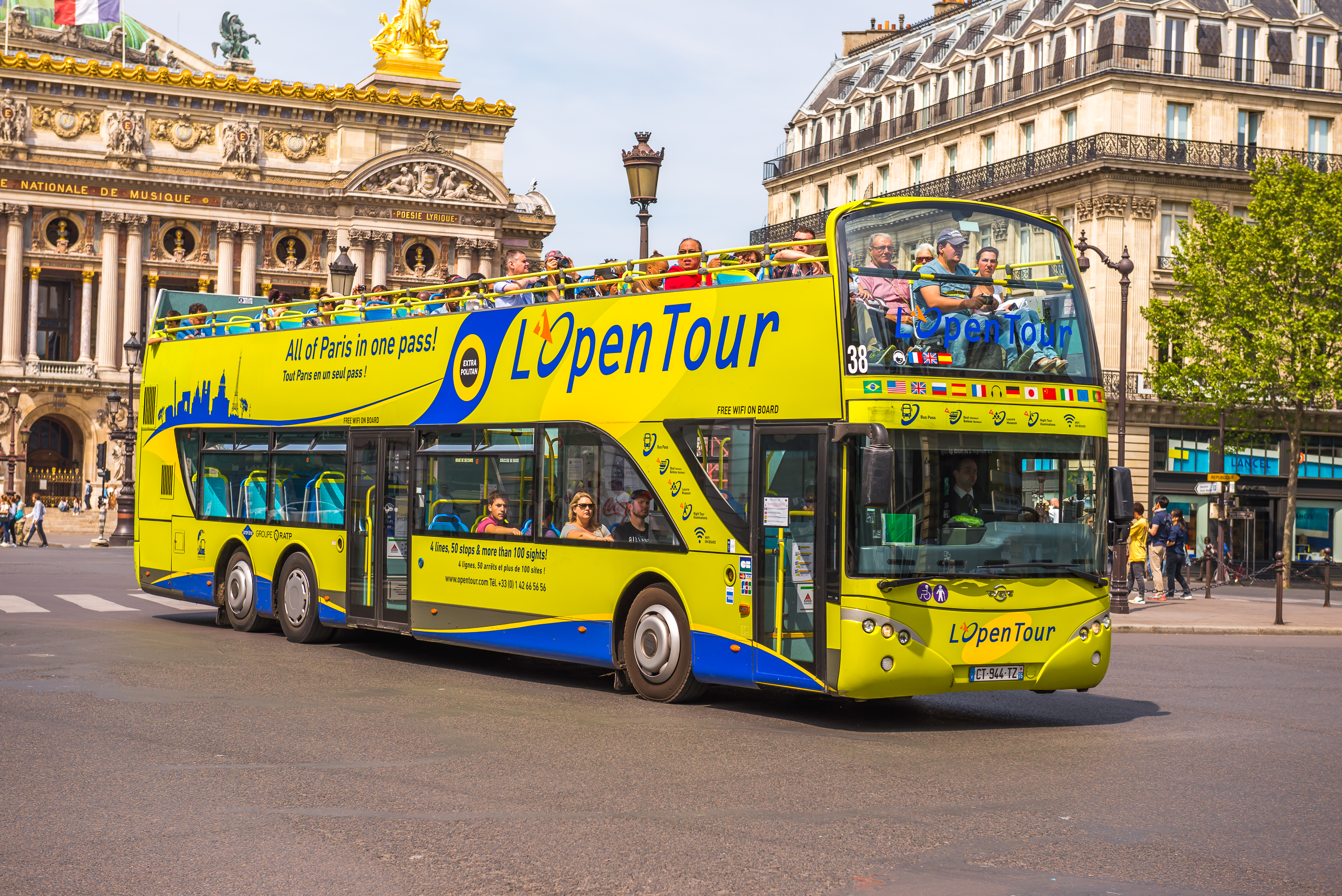
Fransk sightseeingbuss av typen "Open top bus".

Open Top Buss är en busstyp med avtagbart tak. Bussen används ofta för sightseeing i städer då den ger passagerarna en fri vy under färden.
Utmärkande för busstypen är att den kan brukas även vid regn och kyla då passagerarna skyddas av både tak och fönster, detta till skillnad mot Open Air Buss som även saknar fönster.